# 纳哈万德战役

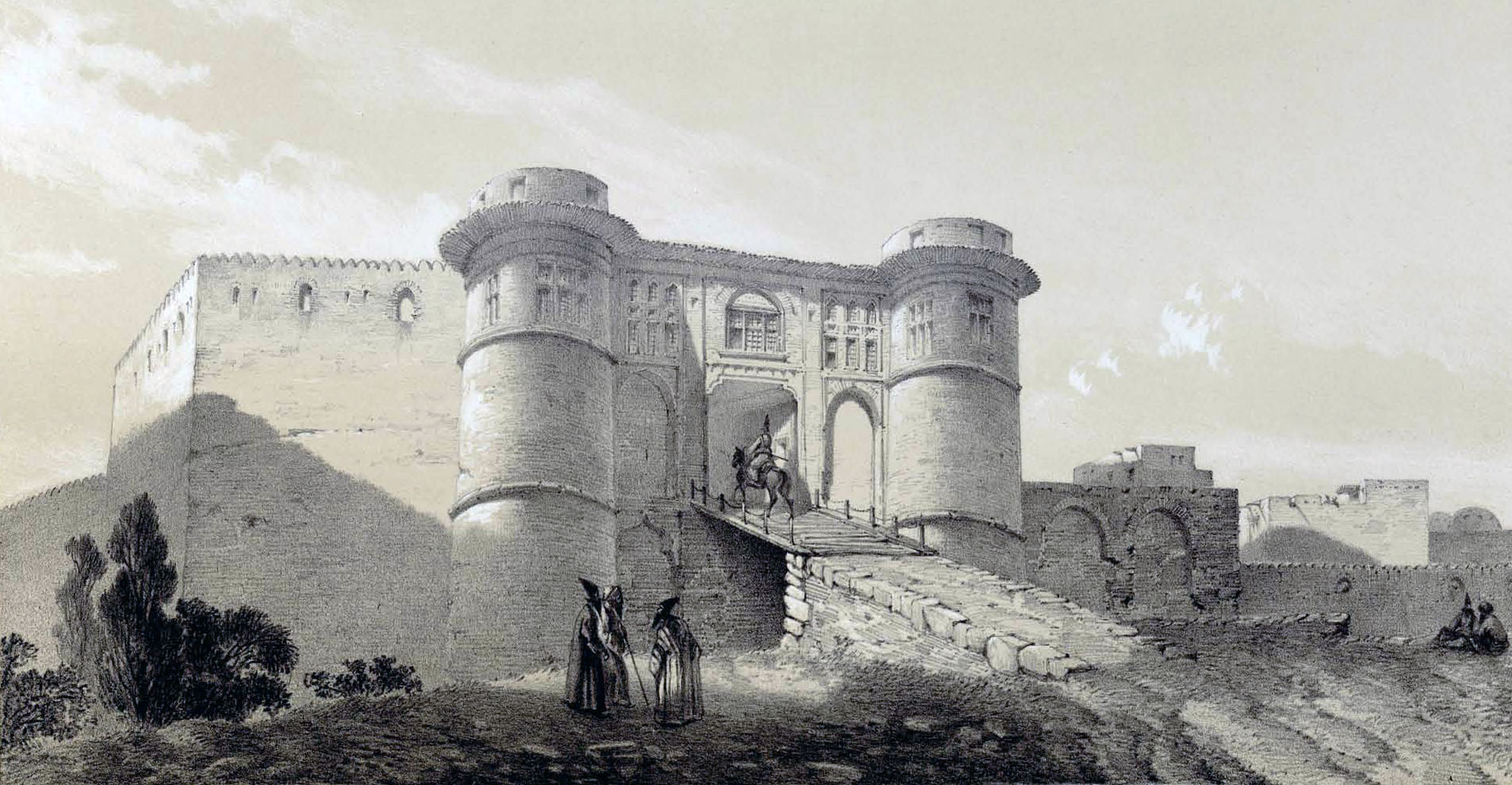
納哈萬德城堡是薩珊王朝最後的據點之一

纳哈万德战役（阿拉伯语：‎， 波斯語：‎）是642年哈里发欧麦尔·本·赫塔卜领导的穆斯林军队和伊嗣俟三世领导的萨珊王朝军队之間爆發的战斗。 最終欧麦尔·本·赫塔卜獲勝。伊嗣俟三世逃到梅尔夫，包括伊斯法罕在内的周边城市都被欧麦尔·本·赫塔卜攻佔。